# Sciatt

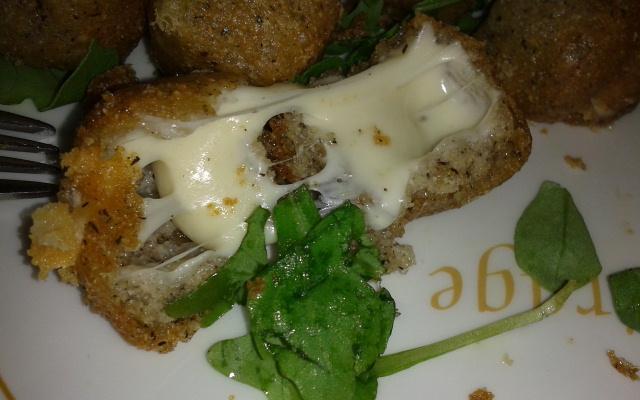
L'interno

Gli sciatt sono un piatto tipico della Valtellina.
Letteralmente sciatt in dialetto valtellinese vuol dire rospo, invece gli sciatt sono delle frittelline croccanti di forma tondeggiante con cuore di formaggio fuso, solitamente servite su letto di cicoria. Originariamente, gli sciatt erano tipici solo del paese di Teglio, una specialità dell'intera valle.

## Preparazione
Una miscela di farina di grano saraceno e farina bianca viene impastata con birra, acqua, un pizzico di lievito o bicarbonato e un goccio di grappa fino adottenere un composto (pastella) non troppo liquido, nel quale verrà immerso il formaggio Casera (giovane non stagionato) tagliato a cubetti.
Dopo aver scaldato l'olio alla temperatura di frittura, in una pentola capiente, l'impasto viene calato nell'olio a piccole porzioni, mediante l'uso di un cucchiaio grande, avendo cura di raccogliere un cubetto di casera per ogni sciatt.
Tolti dall'olio quando ben dorati, vanno serviti direttamente nel piatto con cicoria cruda, tagliata sottilmente e condita con olio, aceto e sale, perché siano consumati appena fatti. La temperatura dell'olio che frigge blocca l'impasto liquido in forme curiose, a volte con strane somiglianze ai ranocchi: da questo il nome di "rospi" o, in dialetto, sciatt.
Poiché calare nell'olio il cucchiaio con l'impasto e il dadino di formaggio all'interno (se resta all'esterno cola fuori!) è un'operazione che richiede abilità, a volte si può usare un cucchiaio emisferico speciale. Gli sciatt allora vengono rotondi o comunque più regolari.

## Ingredienti
Dosi per 4 persone:
- 300 g di farina di grano saraceno
- 200 g di farina grano tenero tipo 00
- 300 g di formaggio Casera (giovane, non stagionato)
- 1 bicchierino di grappa (non essenziale)
- birra, o acqua gassata (fondamentale: è il segreto dell'impasto che si gonfia come un Krapfen)
- olio per friggere
- un pizzico di lievito